# Villa plagiata
Villa plagiata är en tvåvingeart som först beskrevs av Walker 1871.  Villa plagiata ingår i släktet Villa och familjen svävflugor.
Artens utbredningsområde är Egypten. Inga underarter finns listade i Catalogue of Life.